# 스가와라 유키나리
스가와라 유키나리(일본어: 菅原 由勢, 2000년 6월 28일~)는 프리미어리그의 사우샘프턴 FC와 일본 대표팀에서 라이트백으로 뛰고 있는 일본의 축구 선수이다.

## 구단 경력
2018 시즌 개막일인 2018년 2월 24일에 감바 오사카와의 경기에서 나고야 그램퍼스 소속으로 프로 데뷔를 이뤘다.이 출전으로 그는 1997년 이나모토 준이치에 이어 17세 7개월 27일로 J1 리그 경기에 출전한 두 번째로 어린 선수가 되었다.

## 국가대표팀 경력
2017년 FIFA U-17 월드컵에서 일본 U-17 국가대표팀로 참가했다. 4경기에 출전했다.
2019년 FIFA U-20 월드컵에 참가할 일본 U-20 국가대표팀에 발탁되었으며, 4경기에 출전했다.
이후 2020년 10월 9일에 열린 카메룬과의 친선 경기에서는 일본 국가대표팀 데뷔하게 되었다. 2023년 AFC 아시안컵에도 출전했다.

## 통계
| 일본 | 일본 | 일본 |
| 연도 | 출전 | 득점 |
| ---- | ---- | ---- |
| 2020 | 1    | 0    |
| 2021 | 0    | 0    |
| 2022 | 0    | 0    |
| 2023 | 7    | 1    |
| 2024 | 6    | 1    |
| 통산 | 14   | 2    |